# Mladějov na Moravě
Mladějov na Moravě è un comune della Repubblica Ceca facente parte del distretto di Svitavy, nella regione di Pardubice.